# エンメルカル
エンメルカル（Enmerkar）は、古代メソポタミア、ウルク第1王朝の伝説的な王。

## 略歴
シュメール王名表によれば、エンメルカルはウルク第1王朝の最初の王メスキアッガシェルの息子として生まれ、420年間在位したとされる。他の伝説ではエンメルカルは太陽神ウトゥ（Utu）の息子とされている。
ウルクを建設したる者として記録される他、シュメール神話においては文字の発明者とされる。
エンメルカルは後世、ルガルバンダやギルガメシュと並んで尊崇の対象となった王であるが、その実在の可能性については議論がある。

## エンメルカル伝説
エンメルカルに関する主要な伝説は『エンメルカルとアラッタの領主』、『エンメルカルとエン・スフギル・アナ』の二つである。

### エンメルカルとアラッタ市の領主
『エンメルカルとアラッタ市の領主』によれば、エンメルカルが金属細工や工芸品で知られた都市アラッタを服属させようとした。しかしアラッタ市はウルクから7つの山を越えた地にあった（場所は不明。エラムもしくはアルメニアのあたりと推測されている）。降伏を勧告する使者を立てるものの彼はエンメルカルの長大な言葉を覚えることができず、何度練習しても復唱できなかった。そこでエンメルカルは粘土板を整え言葉を粘土板の上に置いた（即ち文字を記した）。使者はアラッタに到着し、粘土板に書かれた言葉通りに降伏を勧告し、アラッタの領主を威圧した。これが最初の文字記録であるとされている。
…使者はアラッタの領主に告げた。「これは我が主人が語った言葉である。これは彼の言葉である。…光り輝く王、支配者であるウトゥ神の息子エンメルカルは私にこの粘土板を与えた。アラッタの領主よ、この粘土板を調べ返答を述べられよ。」…
これは考古学的事実から分かっている楔形文字の歴史とは相容れないが、シュメール人達が文字の発生を語った神話として重要性は計り知れない。

### エンメルカルとエン・スフギル・アナ
『エンメルカルとエン・スフギル・アナ』はエンメルカルとアラッタの領主の戦いを語った伝説である。この中で魔術を用いてアラッタと戦ったという。最終的にアラッタはエンメルカルに服属したとされる。また彼の8人の息子は、エンメルカルの遠征に従軍したとされている。その末弟が彼の後継者とされるルガルバンダであった。